# Classe Bogatyr
La classe Bogatyr est une classe de quatre croiseurs protégés construits pour la Marine impériale de Russie au début du XXe siècle. Deux rejoignent la flotte de la Baltique et les deux autres la flotte de la mer Noire. Ils connaissent des fortunes diverses, participant à la bataille de Tsushima ou à la guerre civile russe ; certains sont coulés durant ces conflits, d'autres intègrent par la suite la flotte de l'Armée blanche ou la marine soviétique. 

## Conception
Lors de son lancement, la classe Bogatyr est considérée comme une réussite, mais elle est dépassée lorsque la Première Guerre mondiale débute. Les croiseurs protégés de la classe possèdent trois cheminées et disposent d'un gaillard d'avant et d'une poupe relativement courts. Les canons de 152 mm sont disposés de la manière suivante : une tourelle double à l'avant, une autre à l'arrière et huit casemate simples réparties de chaque côté du navire. Les canons de 75 mm sont quant à eux répartis sur le pont supérieur. Le blindage du pont varie de 1,3 pouce (33 mm) à 3,3 pouces (84 mm) au niveau au-dessus de la salle machine. Les tourelles bénéficient d'un blindage de 3,5 pouces (89 mm) à 5 pouces (127 mm) (1 pouce (25 mm) au niveau du toit) et les casemates d'une couche allant de 0,75 pouce (19 mm) à 3,25 pouces (83 mm) selon les endroits. De manière générale, les croiseurs de la classe Bogatyr sont mieux protégés que leurs prédécesseurs.

## Unités de la classe
| Nom                                | Chantier                                        | Quille           | Lancement       | Mise en service | Destin                                                              |
| ---------------------------------- | ----------------------------------------------- | ---------------- | --------------- | --------------- | ------------------------------------------------------------------- |
| Bogatyr                            | AG Vulcan Stettin                               | 21 décembre 1899 | 30 janvier 1901 | 20 août 1902    | Démoli en 1922.                                                     |
| Vityaz                             | Chantier Galernyy, Saint-Pétersbourg            | 3 novembre 1900  | -               | -               | Détruit par un incendie le 13 juin 1901.                            |
| Oleg                               | Chantier naval de l'Amirauté, Saint-Pétersbourg | 20 juillet 1902  | 27 août 1903    | 25 octobre 1904 | Torpillé par une vedette britannique le 17 juillet 1919.            |
| Otchakov, Kagoul, Général Kornilov | Chantier Nikolayev, Sébastopol                  | 5 septembre 1901 | 2 juin 1902     | 9 novembre 1905 | Interné par les Français en 1920, rendu en 1924, démantelé en 1933. |
| Pamiat Merkouria, Komintern        | Chantier Lazarev, Sébastopol                    | 12 mars 1901     | 4 octobre 1902  | 23 juin 1909    | Coulé comme brise-lames en 1942 puis renfloué et démoli en 1958     |

## Histoire
Le Bogatyr et l'Oleg rejoignent la flotte de la Baltique dès leur mise en service. Lorsque les tensions avec l'empire du Japon se font sentir, les deux navires sont transférés en Extrême-Orient et basés à Vladivostok. Ils participent alors à la guerre russo-japonaise : le Bogatyr passe celle-ci en réparations à Vladivostok après s'être échoué dans la baie de l'Amour, alors que l'Oleg participe à la bataille de Tsushima. Celui-ci réussit à échapper après la défaite, et rejoint les Philippines où il est interné par la marine américaine le 9 juin 1905 ; il est rendu à la Russie à la fin de la guerre. Les deux navires réintègrent alors la flotte de la Baltique et participent à la Première Guerre mondiale au sein de la première brigade de croiseurs. En 1916 ils sont réarmés et se voient installer des dispositifs de mouillage de mines. En août 1917 les deux navires rejoignent le camp des bolcheviques, et l'Oleg participe activement à la révolution d'Octobre, rejoignant la toute jeune marine soviétique en 1919. Il est finalement coulé le 17 juillet par le patrouilleur britannique CMB-4. Le Bogatyr quant à lui est vendu pour démolition en 1922.
L'Otchakov entre en service le 9 novembre 1905 à Sébastopol alors qu'il n'est pas entièrement terminé. Trois jours plus tard, une mutinerie éclate à son bord ainsi que sur 6 autres navires. Le croiseur est alors pilonné par l'artillerie des cuirassés restés fidèles aux autorités, et la mutinerie est réprimée. Afin de passer à autre chose, le navire est renommé Kagoul le 7 avril 1907, et le navire jusqu'alors nommé ainsi est renommé Pamiat Merkouria. Les deux sister-ships rejoignent alors la flotte de la mer Noire. Entre 1913 et 1916 les deux croiseurs reçoivent différentes modifications au niveau de l'armement. Le 13 avril 1917, après la révolution de Février, le Kagoul retrouve son nom d'Otchakov. Dès avril, les deux navires arborent les couleurs de la marine de la jeune République populaire ukrainienne avant d'être capturés par les Allemands à Sébastopol. En novembre 1918 ils sont rendus aux Alliés et rejoignent la flotte de l'Armée blanche. L'Otchakov et est alors renommé Général Kornilov. Interné par les Français à Bizerte le 29 décembre 1920, il est rendu aux Soviétiques en 1924 avant d'être finalement démoli en 1933. Le Pamiat Merkouria est quant à lui recapturé par les Soviétiques en novembre 1920, renommé Komintern et mis en service dans la marine soviétique le 1er mai 1923. Complètement remis à neuf en 1932, il est expérimenté comme transport d'hydravions de 1936 à 1937. Converti en navire-école en 1939, il participe à la défense de Sébastopol en 1942 avant d'être endommagé par des bombardiers allemands à Novorossiïsk puis à Poti. il est alors retiré du service, désarmé, et coulé comme brise-lames dans l'estuaire de la Khobi (en). Il est finalement renfloué en 1958 afin d'être démoli.